# Пост Фолс
Пост Фолс (на английски: Post Falls) е град в окръг Кутни, щата Айдахо, САЩ. Пост Фолс е с население от 17 247 жители (2000) и обща площ от 25,1 km². Намира се на 6151,47 m надморска височина. ЗИП кодът му е 83854, 83877, а телефонният му код е 208.